# Kim Il-sung
Kim Il-sung (født 15. april 1912, død 8. juli 1994) var Nordkoreas øverste statsleder fra da han grundlagde landet i 1948 til sin død, hvor han blev efterfulgt af sønnen Kim Jong-il. Kim Il-sung var premierminister fra 1948 til 1972 og præsident fra 1972 til sin død. Han var også generalsekretær for Koreas Arbejderparti, hvor han herskede enevældigt. Som leder af Nordkorea endte han med at skifte fra marxisme-leninisme til den selvopfundne juche-ideologi, og han skabte en personkult omkring sin egen person, hvor han blev fremstillet som en landsfader. Nordkorea omtaler ham officielt som "Den store Leder", og han betegnes i landets forfatning som "Præsident til evig tid". Hans fødsels- og dødsdag er helligdage i Nordkorea.

## De tidlige år
Mange af oplysningerne om Il-sungs tidlige år kommer fra ham selv og fra officielle nordkoreanske regeringsudgivelser, der ofte er i modstrid med uafhængige kilder. Dog er der en vis enighed om de grundlæggende kendsgerninger om hans tidlige år, bekræftet af vidner fra perioden. Kim var søn af Kim Hyŏng-jik og Kang Pan-sok, der navngav ham Kim Song-ju. Han havde to yngre brødre, Chol-chu og Yong-ju. Han blev født i Nam-ri i Kophyong-distriktet, Taedong amt i den sydlige Pyongan-provins, der på det tidspunkt var besat af japanerne. Familien stammede fra Chonju i den nordlige Cholla-provins, og ifølge den smule man ved, flyttede en forfader nordpå omkring tidspunktet for den koreansk-japanske krig 1592-98.
Den nøjagtige historie om Kims familie ligger lidt hen i det uvisse. Familien var hverken specielt fattig eller velhavende. Kim voksede op i en protestantisk familie med stærke bånd til kirken, hans morfar var protestantisk præst, faderen havde gået i missionsskole, og begge forældre var angiveligt meget aktive i det religiøse miljø. Ifølge den officielle version var begge forældre aktive i modstanden mod japanerne, og i 1920 flygtede de til Manchuriet, hvor Kim lærte at tale flydende kinesisk. En mere objektiv synsvinkel er, at familien, som så mange andre koreanere, slog sig ned i Manchuriet på det tidspunkt for at undslippe hungersnød. Ikke desto mindre spillede Kims forældre en mindre rolle i visse aktivistgrupper, men om det var af missionerende eller nationalistiske grunde – eller begge – er uklart.
Kims far døde i 1926, da Kim var 14 år gammel. Kim gik i skole i Jilin og afviste på det tidspunkt de ældre koreaneres feudale traditioner og blev interesseret i kommunismen. Hans formelle uddannelse sluttede, da han blev arresteret og fængslet for undergravende virksomhed. Kim var med sine 17 år det yngste medlem af en marxistisk undergrundsorganisation anført af Ho So, der tilhørte den kommunistiske ungdomsorganisation i det sydlige Manchuriet. Politiet afslørede gruppen tre uger efter den var blevet grundlagt i 1929, og Kim sad i fængsel i adskillige måneder.
Kim kom med i forskellige anti-japanske guerillagrupper i det nordlige Kina, og i 1935 blev han medlem af en gruppe, der blev ledet af det kinesiske kommunistparti. Kim blev samme år udnævnt som politisk kommissær for en gruppe på omkring 160 soldater. Her mødte han den mand, der skulle blive hans mentor som kommunist, Wei Zhengmin, Kims overordnede, der også var formand for gruppens politiske komité. Wei rapporterede direkte til Kang Sheng, et højtstående partimedlem, der var nært knyttet til Mao Zedong.
Det var også i 1935, at Kim tog navnet Kim Il-sung, der betyder "at blive som solen". Ved krigens slutning var navnet blevet legendarisk i Korea, og visse historikere hævder, at det ikke var Kim Song-ju, der oprindeligt gjorde navnet berømt. Den sovjetiske propagandist Grigory Mekler, som hævder at have skolet Kim til at lede Nordkorea, siger, at Kim tog navnet, mens han var i Sovjetunionen i begyndelsen af 1940'erne, efter en tidligere anfører, der var død. På den anden side var der koreanere, der simpelthen ikke troede på, at en så ung person som Kim kunne have noget at gøre med legenden. Historikeren Andrei Lankov mener, at rygtet om, at Kim Il-sung skulle være blevet forbyttet med den "oprindelige" Kim, sandsynligvis ikke er sandt. Adskillige vidner kendte Kim både før og efter tiden i Sovjetunionen, inkl. Kims overordnede Zhou Baozhong, som afviste påstanden om en "anden" Kim i sine dagbøger.
Kim blev anfører for den 6. hærdivision i 1937 i en alder af 24, og han anførte et par hundrede soldater i hvad der senere blev kendt som "Kim Il-sungs division". Han anførte et angreb på Pochonbo 4. juni. Selvom Kims division kun erobrede en lille japansk besat by på den anden side af den koreanske grænse i et par timer, blev det ikke desto mindre opfattet som en militær sejr, da guerillaenhederne havde haft svært ved overhovedet at erobre noget som helst af fjendens territorium. Erobringen gjorde Kim berømt til en vis grad blandt de kinesiske guerillaer, og de nordkoreanske biografier fremhævede senere dette som en stor sejr for Korea. Kim blev udnævnt som en af anførerne for den 1. Armé, men i slutningen af 1940 var han den eneste anfører i den 1. Armé, der stadig var i live. Det lykkedes Kim og hvad der var tilbage af hæren at flygte over Amur-floden til Sovjetunionen. Kim blev sendt til en lejr i nærheden af Khabarovsk, hvor de koreanske kommunistiske styrker blev genoptrænet, Kim blev kaptajn i den sovjetiske Røde Hær, hvor han var indtil slutningen af 2. verdenskrig.
Koreas Kommunistiske Parti var blevet grundlagt i 1925 og var snart blevet opløst igen pga. interne stridigheder. I 1931 sluttede Kim sig til Kinas Kommunistiske Parti. Da han vendte tilbage til Korea i september 1945 sammen med sovjetiske styrker, blev han af russerne indsat som leder af den provisoriske folkekomité. Han var på det tidspunkt ikke leder af kommunistpartiet, der havde sit hovedkvarter i Seoul i den amerikansk besatte sydlige del af Korea. I de første år som leder skyldtes hans magtposition primært opbakningen fra den koreanske befolkning, der støttede hans kamp mod de japanske besættelsesstyrker.
En af Kims største bedrifter var oprettelsen af en professionel hær, Nordkoreas Folkehær, der blev dannet på basis af en kadre guerillaer og tidligere soldater, der havde fået kamperfaring i krigen mod de japanske og senere også kinesiske nationalistiske tropper. Med hjælp fra sovjetiske rådgivere og udstyr opbyggede Kim en stor hær, der var uddannet i infiltrationstaktik og guerillakrig. Før Koreakrigens udbrud havde Josef Stalin udstyret den Koreanske Folkehær med moderne tunge tanks, lastbiler, artilleri og mindre skydevåben (på det tidspunkt havde den sydkoreanske hær intet, der kunne sammenlignes hverken i troppeantal eller udstyr). Kim oprettede også et luftvåben, der i begyndelsen benyttede sig af gamle sovjetiske propeldrevne jagerfly og jagerbombere. Senere blev nordkoreanske piloter sendt til Sovjetunionen og Kina for at træne i MiG-15-jetfly på hemmelige luftbaser.

## Koreakrigen
I 1948 var det åbenlyst, at den politiske og ideologiske polarisering mellem de to nye koreanske regeringer gjorde en fredelig genforening umulig. Efter at det amerikansk besatte Syd formelt erklærede sig selvstændigt som den Koreanske Republik, valgte befolkningen i det nordlige Korea Kim Il-sung som premierminister for Den Demokratiske Folkerepublik Korea og dannede derved et nyt land, der siden er blevet almindeligt kendt som "Nordkorea". Kommunistpartiet sluttede sig sammen med Det Nye Folkeparti og dannede Nordkoreas Arbejderparti ( hvor Kim var næstformand). I 1949 sluttede Nordkoreas Arbejderparti sig sammen med sin modpart i syd og blev til Koreas Arbejderparti.
Det amerikansk besatte Sydkorea tog magten fra de lokalt styrede "folkekomiteer" og genindsatte mange af de tidligere jordejere og politifolk, der havde gjort tjeneste, mens Korea var besat af det japanske kolonistyre. Dette mødte stor modstand og åbent oprør i dele af Korea, f.eks. de sydlige øer. Efter adskillige sammenstød langs grænsen var borgerkrig tilsyneladende uundgåelig. Nordkoreanske tropper krydsede grænsen 25. juni 1950 med det formål at genforene landet under kommunistisk styre. Der er arkivmateriale, der tyder på, at Nordkoreas forsøg på genforening i vid udstrækning blev støttet af befolkningen i syd. Materialet tyder også på, at beslutningen om invasion var Kims egen og ikke Sovjetunionens. Sovjetiske efterretninger tyder på, at man via spionage i USA og Storbritannien havde fået meldinger om visse begrænsninger i USAs lager af atomvåben og om nedskæringer i forsvaret, hvilket fik Stalin til at konkludere, at den amerikanske regering under ledelse af Harry S. Truman ikke ville intervenere i Korea.
Folkerepublikken Kina accepterede kun modvilligt ideen om den koreanske genforening, fordi Kim havde hævdet, at Stalin gik ind for invasionen. Kina bidrog ikke direkte med militær støtte, før De Forenede Nationers tropper, det primært bestod af amerikanske tropper, næsten var nået frem til Yalu-floden i slutningen af 1950. Nordkoreanske styrker erobrede Seoul og besatte det meste af syden men blev snart drevet tilbage af den amerikansk ledede invasion. I oktober 1950 havde amerikanske tropper generobret Seoul og senere erobret Pyongyang, hvilket tvang Kim og hans regering til at flygte til Kina.
Efter diverse advarsler om at man ville intervenere, hvis FN-styrkerne ikke stoppede deres fremmarch, krydsede kinesiske tropper i tusindtal Yalu-floden 2. oktober 1950 og gik ind i krigen på Nordkoreas side. FN-tropperne blev tvunget tilbage, og kinesiske tropper generobrede Pyongyang i december og Seoul i januar 1951. I marts 1951 indledte FN og de amerikanske styrker en ny offensiv og generobrede Seoul. Efter en række offensiver og modoffensiver fra begge sider, efterfulgt af en opslidende periode med stort set stillestående skyttegravskrig, stabiliserede fronten sig langs det, der med tiden blev den permanente "våbenhvilelinje" i juli 1953. Nordkorea var lagt i ruiner af amerikanske bombardementer. Op mod 3,5 millioner koreanere døde under Koreakrigen, og en lang række nordkoreanske krigsforbrydelser er blevet dokumenteret, inkl. brugen af biologiske våben så som forsøg på at sprede kolera og udbredte massakrer på civile.

## Leder af Nordkorea
Som leder af Nordkorea begyndte Kim genopbygningen af et land, der var lagt i ruiner af krigen. Han igangsatte en femårsplan for at etablere en planøkonomi, hvor al industri var ejet af staten og al landbrug kollektiviseret. Planen byggede på egalitære principper med henblik på at fjerne klasseforskelle, og økonomien var baseret på arbejdernes og bøndernes behov. Økonomien koncentrerede sig om tung industri og våbenproduktion. Både Syd- og Nordkorea bibeholdt store væbnede styrker for at forsvare våbenhvilelinjen fra 1953, selvom ingen udenlandske tropper var permanent stationeret i Nordkorea.
I 1950'erne blev Kim opfattet som en ortodoks kommunistisk leder. Han afviste Sovjetunionens afstalinisering og begyndte at lægge afstand til sin tidligere støtte, bl.a. ved at fjerne enhver omtale af sin karriere i den Røde Armé fra den officielle historie. Mange opfattede Kim som en indflydelsesrig anti-revisionistisk leder inden for den kommunistiske bevægelse. I 1956 dukkede der folk op i partiet, som var imod Kim, som var blevet opmuntret af afstaliniseringen i Sovjetunionen, og som begyndte at kritisere Kim og kræve reformer. Efter en tids vaklen indledte Kim en udrensning, henrettede nogle for forræderi og tvang resten i eksil. Da Kina og Sovjetunionen ragede uklar med hinanden i 1960'erne, var Kim i begyndelsen på Kinas side, selvom han aldrig afbrød sit forhold til russerne. Da kulturrevolutionen brød ud i Kina efter 1966, svingede Kim tilbage til Sovjetunionens side. Samtidig skabte han en omfattende personkult, og alle nordkoreanere begyndte at omtale ham som "Den Store Leder". Kim udviklede juche-politikken og -ideologien for at Nordkorea ikke skulle blive en sovjetisk satellitstat.
I midten af 1960'erne blev Kim imponeret over Ho Chi Minhs bestræbelser på at genforene Vietnam gennem guerillakrig, og Kim mente at noget tilsvarende måske var muligt i Korea. Omfanget af infiltrering og undergravende virksomhed mod de amerikanske styrker stationeret i Sydkorea og Sydkoreanske regering tog til. Det kulminerede i et forsøg på at storme den sydkoreanske præsidentbolig og myrde præsident Park Chung-hee. Nordkoreanske tropper indtog således en mere aggressiv holdning overfor de amerikanske tropper i og umiddelbart uden for Sydkorea og inddrog den amerikanske hær i ildkampe langs den demilitariserede zone. Tilfangetagelsen af besætningen om bord på spionskibet USS Pueblo i 1968 var en del af denne kampagne.
En ny forfatning blev indført i december 1972, som gjorde Kim til præsident i Nordkorea. Han havde på det tidspunkt besluttet, at hans søn Kim Jong-il skulle efterfølge ham, og han overdrog i stigende grad ledelsen af regeringen til sønnen. Kim-familien blev støttet af hæren pga. Kim Il-sungs rolle under revolutionen og han blev støttet af forsvarsminister O Chin-u. På den sjette partikongres i oktober 1980 udnævnte Kim offentligt sin søn til sin efterfølger.

## De senere år
Efter mange års økonomisk fremgang udvikling begyndte Nordkorea at få problemer. Deng Xiaopings økonomiske reformer i Kina fra 1979 og frem gjorde, at handelen med det socialistiske Nordkorea mistede noget af sin betydning for Kina. Kommunismens sammenbrud i Østeuropa og Sovjetunionen i årene 1989-91 gjorde Nordkorea stort set isoleret. Dette sammen med de amerikanske økonomiske sanktioner mod landet førte til stigende økonomiske problemer. I mange år havde Nordkorea oplevet en hurtigere industrialisering, haft en lavere spædbørnsdødelighed og længere levetid end Sydkorea. Men i 1990'erne oplevede Nordkorea pga. manglende handelspartnere efter Sovjetunionens fald, amerikanske sanktioner og altødelæggende oversvømmelser flere år med nød.
Nordkorea havde gentagne gange spået, at Korea ville blive genforenet inden Kims 70 års fødselsdag i 1982, og man var i vesten bange for at Kim ville starte en ny Koreakrig. Men det viste sig, at den store forskel i økonomisk og militær styrke mellem nord og syd (hvor der stadig er amerikanske styrker) har gjort et sådan projekt umuligt.
Med alderen udviklede Kim en stor udvækst i nakken – en calciumaflejring der ofte skyldes fejlernæring i barndommen. Udvæksten kunne ikke bortopereres, da den sad for tæt på hjernen og rygsøjlen. På grund af dens ubehagelige udseende fotograferede man altid Kim fra den samme vinkel, men dette blev sværere, da udvæksten til sidst var på størrelse med en baseball.
I 1994 begyndte Kim at investere i atomkraft for at afhjælpe de energiproblemer, som den økonomiske krise havde medført. Dette var den første af mange "atomkriser", selvom USA havde haft atomvåben i Sydkorea siden 1953 og havde truet med at bruge dem ved flere lejligheder. I 1994 beordrede Kim brugt atombrændsel fjernet fra det omdiskuterede atomkraftanlæg i Yongbyon. Trods gentagne protester fra vestlige lande fortsatte Kim med kernekraftforskningen og uranberigelsesprogrammet. I juni 1994 rejste tidligere præsident Jimmy Carter til Pyongyang for at tale med Kim. Til USAs og Det Internationale Atomenergiagenturs overraskelse gik Kim med til at stoppe forskningsprogrammerne og åbne sig mod vesten.

## Familieliv
Kim Il-sung var gift to gange. Han fik to sønner og en datter med sin første hustru, Kim Jong-suk. Kim Jong-il er hans ældste søn, og den anden søn (Kim Man-il eller Shura Kim) døde i 1947 i en drukneulykke. Kim Jong-suk døde i 1949 i barselssengen. Kim giftede sig med Kim Song-ae i 1962, og det menes, at han fik tre eller fire børn med hende: Kim Yong-il, Kim Kyong-il og Kim Pyong-il. Kim Pyong-il var en fremtrædende politiker i Korea, indtil han blev ambassadør i Ungarn.
Det menes, at Kim har andre børn uden for ægteskab, bl.a. Kim Hyon-nam (født 1972, leder af Arbejderpartiets propagandaafdeling siden 2002) og Chang-hyon (født 1971 og adopteret af Kim Jong-ils søster, Kim Kyong-hui).

## Død, begravelse og eftermæle
I 1990'erne var Nordkorea på det nærmeste isoleret fra omverdenen med undtagelse af en begrænset kontakt med Kina. Landets var økonomisk bankerot pga. de enorme udgifter til våben og pga. udlandets sanktioner, og landbruget kunne ikke brødføde befolkningen. Ikke desto mindre blev de nordkoreanske medier ved med at fetere Kim. Kim døde pludseligt af et hjerteanfald i Pyongyang 8. juli 1994 og efterlod et land i dyb krise til sønnen Kim Jong-il. Hans begravelse i Pyongyang blev overværet af hundredtusinder af mennesker, hvoraf mange græd og råbte Kims navn under begravelsesoptoget. Hans balsamerede lig befinder sig i en glaskiste i et mausoleum med hovedet hvilende på en pude og kroppen dækket af en rød fane, muligvis som et symbol på kommunismen. Video af begravelsen kan ses på forskellige internetsider.
Kim Il-Sung døde pludseligt den 8. juli 1994 af et slagtilfælde og regeringen erklærede straks undtagelsestilstand. Befolkningen og ikke mindst sønnen Kim Jong-Il brød åbenlyst ud i gråd. Der var tale om folkegråd. Skolebørn og arbejdere samledes om nyheden og flere gik bogstavelig talt amok. Ved begravelsen i Pyongyang deltog mere end 2 millioner mennesker både fra Nordkorea og andre lande, bl.a. statsledere fra Kina, Vietnam og Cuba.
Kim Il-Sung er officielt stadig præsident af Nordkorea (Præsident Til Evig Tid). Kim Il-Sung tiltales stadig Den Store Leder og overalt i Nordkorea er der statuer, billeder og portrætter af den afdøde leder. Adskillige hospitaler, skoler og andre bygninger i Nordkorea er opkaldt efter den afdøde landsfader og hans mausoleum besøges jævnligt af nordkoreanere i Pyongyang og dagligt lægges der blomster på Kim Il-Sung Pladsen i Pyongyang til ære for ham.
Efter Kim Il-sungs død erstattede Kim Jong-il den gregorianske kalender i Nordkorea med en kalender, der begynder ved Kim Il-sungs fødsel.

## Familietræ
|                |                |                |                |                |                |              |              | Kim Hyŏng-jik | Kim Hyŏng-jik | Kim Hyŏng-jik | Kim Hyŏng-jik | Kim Hyŏng-jik | Kim Hyŏng-jik |              |              | Kang Pan-sŏk | Kang Pan-sŏk | Kang Pan-sŏk | Kang Pan-sŏk | Kang Pan-sŏk  | Kang Pan-sŏk  |               |               |               |               |              |              |              |              |             |             |             |             |        |        |           |           |           |           |           |           |  |  |  |  |
|                |                |                |                |                |                |              |              | Kim Hyŏng-jik | Kim Hyŏng-jik | Kim Hyŏng-jik | Kim Hyŏng-jik | Kim Hyŏng-jik | Kim Hyŏng-jik |              |              | Kang Pan-sŏk | Kang Pan-sŏk | Kang Pan-sŏk | Kang Pan-sŏk | Kang Pan-sŏk  | Kang Pan-sŏk  |               |               |               |               |              |              |              |              |             |             |             |             |        |        |           |           |           |           |           |           |  |  |  |  |
|                |                |                |                |                |                |              |              |               |               |               |               |               |               |              |              |              |              |              |              |               |               |               |               |               |               |              |              |              |              |             |             |             |             |        |        |           |           |           |           |           |           |  |  |  |  |
|                |                |                |                | Kim Sŏng-ae    | Kim Sŏng-ae    | Kim Sŏng-ae  | Kim Sŏng-ae  | Kim Sŏng-ae   | Kim Sŏng-ae   |               |               | Kim Il-sung   | Kim Il-sung   | Kim Il-sung  | Kim Il-sung  | Kim Il-sung  | Kim Il-sung  |              |              | Kim Jong-suk  | Kim Jong-suk  | Kim Jong-suk  | Kim Jong-suk  | Kim Jong-suk  | Kim Jong-suk  |              |              |              |              |             |             |             |             |        |        |           |           |           |           |           |           |  |  |  |  |
|                |                |                |                | Kim Sŏng-ae    | Kim Sŏng-ae    | Kim Sŏng-ae  | Kim Sŏng-ae  | Kim Sŏng-ae   | Kim Sŏng-ae   |               |               | Kim Il-sung   | Kim Il-sung   | Kim Il-sung  | Kim Il-sung  | Kim Il-sung  | Kim Il-sung  |              |              | Kim Jong-suk  | Kim Jong-suk  | Kim Jong-suk  | Kim Jong-suk  | Kim Jong-suk  | Kim Jong-suk  |              |              |              |              |             |             |             |             |        |        |           |           |           |           |           |           |  |  |  |  |
|                |                |                |                |                |                |              |              |               |               |               |               |               |               |              |              |              |              |              |              |               |               |               |               |               |               |              |              |              |              |             |             |             |             |        |        |           |           |           |           |           |           |  |  |  |  |
|                |                |                |                |                |                |              |              |               |               |               |               |               |               |              |              |              |              |              |              |               |               |               |               |               |               |              |              |              |              |             |             |             |             |        |        |           |           |           |           |           |           |  |  |  |  |
| Kim Young-sook | Kim Young-sook | Kim Young-sook | Kim Young-sook | Kim Young-sook | Kim Young-sook |              |              | Song Hye-rim  | Song Hye-rim  | Song Hye-rim  | Song Hye-rim  | Song Hye-rim  | Song Hye-rim  |              |              | Kim Jong-il  | Kim Jong-il  | Kim Jong-il  | Kim Jong-il  | Kim Jong-il   | Kim Jong-il   |               |               | Ko Young-hee  | Ko Young-hee  | Ko Young-hee | Ko Young-hee | Ko Young-hee | Ko Young-hee |             |             | Kim Ok      | Kim Ok      | Kim Ok | Kim Ok | Kim Ok    | Kim Ok    |           |           |           |           |  |  |  |  |
| Kim Young-sook | Kim Young-sook | Kim Young-sook | Kim Young-sook | Kim Young-sook | Kim Young-sook |              |              | Song Hye-rim  | Song Hye-rim  | Song Hye-rim  | Song Hye-rim  | Song Hye-rim  | Song Hye-rim  |              |              | Kim Jong-il  | Kim Jong-il  | Kim Jong-il  | Kim Jong-il  | Kim Jong-il   | Kim Jong-il   |               |               | Ko Young-hee  | Ko Young-hee  | Ko Young-hee | Ko Young-hee | Ko Young-hee | Ko Young-hee |             |             | Kim Ok      | Kim Ok      | Kim Ok | Kim Ok | Kim Ok    | Kim Ok    |           |           |           |           |  |  |  |  |
|                |                |                |                |                |                |              |              |               |               |               |               |               |               |              |              |              |              |              |              |               |               |               |               |               |               |              |              |              |              |             |             |             |             |        |        |           |           |           |           |           |           |  |  |  |  |
|                |                |                |                |                |                |              |              |               |               |               |               |               |               |              |              |              |              |              |              |               |               |               |               |               |               |              |              |              |              |             |             |             |             |        |        |           |           |           |           |           |           |  |  |  |  |
|                |                |                |                | Kim Sul-song   | Kim Sul-song   | Kim Sul-song | Kim Sul-song | Kim Sul-song  | Kim Sul-song  |               |               | Kim Jong-nam  | Kim Jong-nam  | Kim Jong-nam | Kim Jong-nam | Kim Jong-nam | Kim Jong-nam |              |              | Kim Jong-chul | Kim Jong-chul | Kim Jong-chul | Kim Jong-chul | Kim Jong-chul | Kim Jong-chul |              |              | Kim Jong-un  | Kim Jong-un  | Kim Jong-un | Kim Jong-un | Kim Jong-un | Kim Jong-un |        |        | Ri Sol-ju | Ri Sol-ju | Ri Sol-ju | Ri Sol-ju | Ri Sol-ju | Ri Sol-ju |  |  |  |  |
|                |                |                |                | Kim Sul-song   | Kim Sul-song   | Kim Sul-song | Kim Sul-song | Kim Sul-song  | Kim Sul-song  |               |               | Kim Jong-nam  | Kim Jong-nam  | Kim Jong-nam | Kim Jong-nam | Kim Jong-nam | Kim Jong-nam |              |              | Kim Jong-chul | Kim Jong-chul | Kim Jong-chul | Kim Jong-chul | Kim Jong-chul | Kim Jong-chul |              |              | Kim Jong-un  | Kim Jong-un  | Kim Jong-un | Kim Jong-un | Kim Jong-un | Kim Jong-un |        |        | Ri Sol-ju | Ri Sol-ju | Ri Sol-ju | Ri Sol-ju | Ri Sol-ju | Ri Sol-ju |  |  |  |  |